# La palla dorata
La palla dorata (The Golden Ball) è un racconto incluso in Il mistero di lord Listerdale e altre storie, una raccolta di racconti di Agatha Christie senza nessuno dei principali personaggi che ricorrono di solito nei suoi romanzi e racconti, pubblicato per la prima volta nel Regno Unito nel 1934.

## Trama
George Dundas viene rimproverato dallo zio a causa delle sue frequenti assenze dal posto di lavoro. Lo zio lo accusa inoltre di non riuscire ad afferrare “la palla dorata delle opportunità”. George, passeggiando in città, si imbatte in una ragazza dell'alta società, Mary Montresor, a bordo della sua macchina costosa. La ragazza chiede a George se lui la vorrebbe sposare, e il ragazzo, distratto dalla guida spericolata di Mary, le risponde di sì, quando poi si accorge tramite dei fogli di giornale che la ragazza è già promessa sposa del Duca di Edgehill. Mary però non sembra molto interessata a quest'uomo, e suggerisce a George di andare a cercare un posticino tranquillo in campagna per trasferirsi lì. George accetta. Dirigendosi verso sudest, i due notano una casa in cima a una collina. A Mary piace, così la coppia si ferma per andare a controllarla. La ragazza dice a George che, se dovessero trovare qualcuno, dovranno dire a tutti che pensavano che la casa appartenesse alla signora Pardonstenger. Sbirciando attraverso una finestra, i due vengono pizzicati da un maggiordomo che, sentita la spiegazione di Mary, non fa una piega e invita i due ragazzi ad entrare. Una volta dentro la coppia viene fronteggiata da un uomo e una donna. L'uomo ha in mano una pistola e intima a George e Mary di salire al piano superiore. In cima alle scale, George all'improvviso reagisce e riesce a disarmare l'uomo. George vorrebbe legare l'uomo, ma Mary lo supplica di uscire subito da lì dentro, e allora i due se ne vanno, portandosi dietro l'arma. Una volta in macchina George, controllando la pistola, si accorge che è scarica. Mary a questo punto confessa che la casa è sua, la situazione in cui si sono trovati era tutta una messinscena ideata da lei per mettere alla prova ogni possibile suo pretendente, per vedere se l'avrebbe difesa dal pericolo. La coppia dentro l'abitazione era stata ingaggiata apposta, l'uomo è Rube Fallace, un attore. Tutti avevano fallito il test, tranne George, che a quel punto dice a Mary che devono procurarsi la licenza di matrimonio. Mary però vorrebbe che il ragazzo si mettesse in ginocchio per farle la proposta in grande stile, ma George si rifiuta, trovando quest'atto degradante. Le cose sembrano mettersi male per il ragazzo ma, proprio mentre sta scendendo dalla macchina di Mary, George scivola su una buccia di banana, e finisce per terra, in ginocchio. A quel punto il matrimonio è certo, e George non vede l'ora di andare dallo zio a raccontargli che sta per sposare una giovane ricca e dell'alta società – insomma, ha afferrato la palla dorata!

## Edizioni
- Agatha Christie, Il mistero di Lord Listerdale e altre storie, traduzione di Grazia Griffini, collana Oscar Mondadori, Mondadori, 1982,  p. 262.